# 荻野繁
荻野 繁（おぎの しげる、1948年8月25日 - ）は、日本のテレビディレクター、テレビプロデューサー。
元フジテレビプロデューサーで、2008年に定年退職。その後は株式会社おぎの屋CREATIVE Mixを設立し、代表取締役を務める。テレビ番組及びCD・DVDの企画制作、放送作家の育成を手掛けるほか、テレビ制作会社・オイコーポレーションの顧問も務めている。
愛称は「ビビンバ」（荻野の好物であることに由来）、「オギリン」。

## 来歴・人物
東京都大田区出身。日本大学芸術学部（同期に高田文夫がいる）卒業後、当時のフジポニー（フジテレビ、ニッポン放送などが出資したフジテレビ系製作子会社。テレビ番組制作とビデオプログラム制作がメイン）に入社し、鹿内春雄フジサンケイグループ議長が行った機構改革に伴い、1980年にフジテレビへ転籍。
当初は音楽班に所属し『ミュージックフェア』などを担当。その後横澤彪班に加入し、バラエティ番組のディレクターを担当。『オレたちひょうきん族』では同番組ディレクターメンバーの三宅恵介、佐藤義和、山縣慎司、永峰明と「ひょうきんディレクターズ」を結成。ニカウさんを彷彿させるファッションや、「ビビンバ!」と叫ぶギャグなどで人気を得る。
数々の番組を担当した後、制作現場から離れて映像企画部に異動、同部では自ら手掛けた『オレたちひょうきん族』のDVD発売の企画・総合プロデューサーとして携わる。その後、営業局を経てBSフジに出向後、2008年で定年退職。「おぎの屋CREATIVE Mix」を立ち上げて独立した。

## エピソード
- 荻野夫妻の仲人は、当時フジテレビプロデューサーで上司だった高田明侑（2011年1月死去）・加賀まりこ夫妻（当時）が務めた。
- 他人の話を正確に把握できるタイプではないようで、回答も質問に則していない場合が多く、島田紳助は「放送業界で今まで色々な人に出会ってきたが、あの人ほどいい加減な会話をする人はいない」と荻野の事を語っている。
- 『ひょうきん族』担当時代、酒席で部下だった当時番組ADの栗原美和子とキスをして、翌日から栗原は荻野を「オギリ〜ン」と呼ぶようになった。明石家さんまは栗原に「上司に対して、何やその口のきき方は!」と注意したところ、荻野は「ゴメン、昨日彼女とキスしちゃって…。彼女にとって僕はオギリンなの」と弁明。この弁明にさんまは呆れたとのこと。
- 『笑っていいとも!』担当時には、タモリやさんまから、同じく同番組プロデューサーだった佐藤義和と荻野のエピソードを盛んに楽屋落ちネタで弄られていた。
- 『FNSの日テレビ夢列島1995 23時間テレビ』内でビートたけしが、露木茂 (当時フジテレビアナウンサー) と挨拶する際に、容姿が似ている事から「荻野さん、お久しぶりですねぇ」と荻野の名前を出してボケた事があった。
- さんまと特に仲がよく、「さんちゃん」「オギリン」と呼び合う。フジテレビ退社後も番組『明石家さんまが本気であすにでも住みたい街を探す旅』の制作に携わっている。
- 『めちゃx2イケてるッ!』の「フジTV警察24時」において、「ひょうきんディレクターズ」時代の写真の扮装により、不法滞在者として逮捕された。この際、ひょうきんディレクターズとしてレコードリリースした「ひょうきんパラダイス」で荻野が使用した、小道具の槍と盾を持たされている。

## 手がけた番組

### ディレクター
- ズバリ!当てましょう
- ミュージックフェア
- オレたちひょうきん族（ひょうきんベストテン担当）
- 笑ってる場合ですよ!（金曜担当）
- 森田一義アワー 笑っていいとも!（1987年10月 - ）
- ライオンのいただきます（前期）
- 紳助のH2O
- THE MANZAI GRANDPRIX（1980年12月30日、銀座博品館劇場から生中継）
- 冗談画報
- 明石家さんまが本気であすにでも住みたい街を探す旅シリーズ（TBSテレビ） - 「おぎの屋CREATIVE Mix」製作番組

他

### プロデューサー
- 森田一義アワー 笑っていいとも!（1987年10月 - 、2代目 → 1994年10月 - 1995年9月はCP）
- テレビくん、どうも!
- 女はダバダ…
- カモナ・マイハウス!

他

## テレビ出演

### テレビドラマ
- 男と女のミステリー・明石家さんま殺人事件（1989年9月29日）